# جيمي دوسن
جيمي دوسن (بالإنجليزية: Jimmy Dawson)‏ (18 أبريل 1945 بأوك بارك في الولايات المتحدة - ) هو لاعب كرة سلة أمريكي في مركز الهجوم خلفي. لعب مع إنديانا بايسرز.

## وصلات خارجية
- جيمي دوسن على موقع سبورتس رفرنس (الإنجليزية)
- جيمي دوسن على موقع كلية كرة السلة في سبورتس رفرنس.كوم (الإنجليزية)
- جيمي دوسن على موقع ريلجم (الإنجليزية)
- جيمي دوسن على موقع بروبوليرز (الإنجليزية)